# St. Martin (Amberg)
Bazilika St. Martin je hlavním kostelem města Amberg. Budova dosahuje výšky 72 m a šířky 20,5 m. Veřejnosti otevřená zvonice měří 92 metrů.

## Historie
Kostel byl postaven roku 1421 na jižní straně trhu v gotickém stylu obyvateli Amberga. Budova je trojlodní, završená společnou střechou. Je obklopena prstencem 19 kaplí. Podle vzoru St. Martina bylo postaveno v Sasku mnoho dalších kostelů.
Nedlouho po dokončení byl v období reformace roku 1544 zabrán protestanty. Roku 1557 odstranili z kostela boční oltáře a sochy, později byly zničeny i fresky.
Po protireformaci byl kostel vybaven barokním oltářem s obrazem Gaspara de Crayera, žáka Rubense. Po škodách, které roku 1703 způsobila válka o španělské dědictví, získal St. Martin cenné barokní vybavení. Roku 1720 dostala zvonice svou dnešní podobu.
Současné vitraje a neogotické zařízení byly dodány při rekonstrukci v 19. století. Od roku 2003 probíhá obnova střechy.

## Basilica minor
Regionální významnost kostela St. Martina potvrdil roku 1980 papež Jan Pavel II., který mu udělil titul Basilica minor.